# 蘿拉·莫藍特
蘿拉·莫藍特（Laura Morante, 1956年8月21日—）是一位義大利的電影女演員。

## 生涯
她出生在托斯卡納聖菲奧拉，是義大利著名小說家艾爾莎·莫藍特（Elsa Morante）的侄女。
蘿拉·莫藍特原本是一位舞蹈演員，她的電影處女作是《失去的財物》（Oggetti Smarriti），導演為朱塞佩·貝托魯奇，莫藍特出現在貝納多·貝托魯奇第二部電影《一個荒唐男人的悲劇》（La tragedia di un uomo ridicolo）。在貝托魯奇兄弟的執導下，莫藍特的職業生涯有一個成功的開始。

## 外部連結
- Laura Morante在互联网电影资料库（IMDb）上的資料（英文）